# Уладий
Уладий (рос. Уладый) — село Кяхтинського району, Бурятії Росії. Входить до складу Малокударінського сільського поселення.
Населення —  189 осіб (2010 рік). 